# 3e compagnie de chars de combat de la France libre
La 3e compagnie de chars de combat est une unité blindée des forces françaises libres (FFL), formée en Angleterre en décembre 1940 sous le nom d'escadron mixte.

## Historique

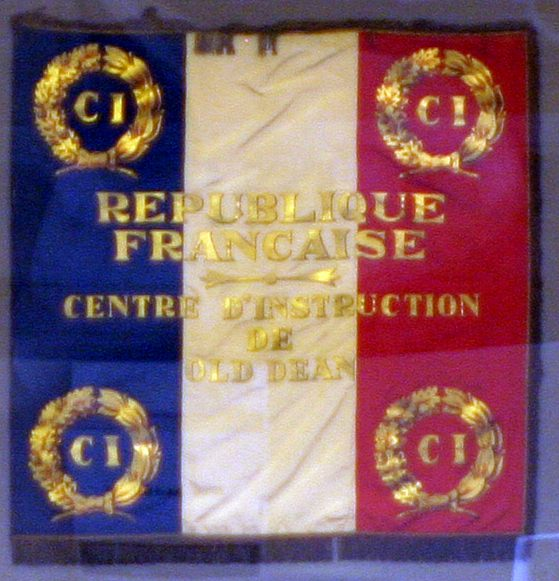
Le drapeau du centre d'instruction d'Old Dean dont fait partie l'escadron mixte.

L'unité est formée le 8 décembre 1940 à la dissolution du bataillon de chasseurs de Camberley. L'escadron mixte (motos et chenillettes) de ce bataillon devient une unité d'instruction pour l'arme blindée, sous le commandant du lieutenant Horace Savelli. L'escadron est intégré au centre d'instruction d'Old Dean (en) en avril 1941.
Le 1er décembre 1941, l'escadron mixte en transformé en compagnie de chars, tout en gardant son nom. Le capitaine Jacques Branet en prend le commandement. L'escadron est renforcé par des Français expatriés en Amérique du Sud et par d'autres évadés par l'Union soviétique ou par la Suède.
Une partie des hommes de l'escadron participe à l'Opération Myrmidon, un raid avorté sur la région de Bayonne le 4 avril 1942.
En 1943, l'escadron mixte est renommé 3e compagnie de chars de combat. Il embarque en mars sur le Monarch of Bermuda et arrive en mai à Suez puis rejoint en juillet Sabratha en Libye. C'est là qu'avec la 1re et la 2e compagnies de chars de la France libre, il forme le 501e régiment de chars de combat de la future 2e division blindée.

## Personnalités ayant servi au sein de l'unité
- Jacques Branet (1915-1969)
- Raymond Meyer (1918-2002)
- Jean Nanterre (1907-1996)
- Jean-Pierre Nouveau (1921-1991)
- Horace Savelli (1906-1998)